# Thalassodes hypocrites
Thalassodes hypocrites är en fjärilsart som beskrevs av Louis Beethoven Prout 1912. Thalassodes hypocrites ingår i släktet Thalassodes och familjen mätare. Inga underarter finns listade i Catalogue of Life.